# Raúl Celis Montt
Raúl Eduardo Celis Montt (Viña del Mar, 5 de septiembre de 1962) es un abogado, académico y político chileno, miembro de Renovación Nacional (RN). Se desempeñó como intendente de la Región de Valparaíso durante el primer gobierno del presidente Sebastián Piñera (2010-2014). Entre julio de 2021 y julio de 2022 se desempeñó como miembro de la Convención Constitucional de Chile en representación del distrito n° 7.

## Familia y estudios
Nació el 5 de septiembre de 1962, en Viña del Mar. Es hijo de María Montt Pascal y de Raúl Celis Cornejo, quien fuera regidor por Valparaíso, primer rector de la Universidad de Valparaíso, y el último intendente de la Región de Valparaíso designado en el cargo durante la dictadura militar del general Augusto Pinochet. Es bisnieto del exdiputado y exsenador radical Víctor R. Celis Maturana, y hermano del actual diputado Andrés Celis Montt.
Cursó sus estudios primarios y secundarios en los colegios Saint Dominic y The Mackay School de Viña del Mar, egresando en 1980. Luego, cursó los superiores en la carrera de derecho en la Escuela de Derecho de la Universidad de Valparaíso, donde se licenció en ciencias jurídicas y sociales. Su tesis se tituló: Análisis de las ideas fundamentales de Jorge Alessandri Rodríguez. Juró como abogado ante la Corte Suprema el 30 de noviembre de 1987.
Está casado desde 1995, con la profesora de inglés Paola King Delgado.

## Trayectoria profesional
En el ejercicio profesional se ha desempeñado en el ámbito público y privado. Desde 1988, ha sido abogado y contralor y director jurídico de la Universidad de Playa Ancha, en Valparaíso; juez árbitro del Centro de Mediación y Arbitraje de la Cámara de Comercio de Valparaíso A.G; integrante del Consejo Editorial del diario El Mercurio de Valparaíso; y asesor jurídico de distintas empresas de la Región y consejero del Colegio de Abogados de dicha comuna. Forma además, parte de CBLS Ambiental.
Paralelamente, fue decano de la Escuela de Derecho de la Universidad de Valparaíso.

## Trayectoria política
En el ámbito político, en 1980 fue vicepresidente de la Juventud del Movimiento de Unión Nacional (MUN) y miembro fundador del partido Renovación Nacional (RN), siendo consejero nacional y presidente de Viña del Mar-Concón de este último.
En las elecciones parlamentarias de 2001 fue presentado como candidato a diputado por RN representando al distrito n° 14, comprendido por las comunas de Viña del Mar y Concón, pero antes de la elección declara su voluntad de retirar su candidatura, sin embargo, por hacerlo en forma extemporánea, su nombre igualmente apareció en la papeleta de votación, por lo que sin realizar campaña electoral, obtuvo algo más del 6% de los votos en el distrito al que postuló.
El 11 de marzo de 2010, fue nombrado como intendente de la Región de Valparaíso, bajo el primer gobierno de Sebastián Piñera, manteniéndose en el cargo hasta el fin del gobierno, el 11 de marzo de 2014.
El 29 de diciembre de 2010 ordenó un operativo de desalojo en la Plaza Riro Kainga de Rapa-Nui la cual se encontraba ocupada debido a un reclamo de tierras ancestrales. Durante el desalojo las fuerzas policiales golpearon a civiles desarmados, entre los que se encontraban mujeres y niños. La Comisión Interamericana de Derechos Humanos CIDH  instó al gobierno a atender las reclamaciones rapanui. El Instituto Nacional de Derechos Humanos condenó los hechos e hizo un llamado al Gobierno chileno a respetar las normas internacionales de derechos humanos.
En las elecciones del 15 y 16 de mayo de 2021 se presentó como candidato a convencional constituyente por el distrito n° de la Región de Valparaíso, en representación de su partido, en la lista «Vamos por Chile». Obtuvo 13.779 votos, correspondientes a un 4,16% del total de sufragios válidamente emitidos, resultando electo. En el proceso de discusión de los Reglamentos de la Convención participó en la Comisión de Participación Popular y Equidad Territorial. Posteriormente, se incorporó a la Comisión Temática Sistema Político, Poder Legislativo y Sistema Electoral. Asimismo, integra en calidad de suplente la Comisión de Participación Popular.
El 13 de enero de 2022, en conformidad al reglamento para la incorporación de vicepresidencias adjuntas a la mesa directiva y tras superar una intensa negociación de Vamos por Chile, fue ratificado como vicepresidente adjunto del órgano constituyente. Renunció a su cargo el 11 de abril, siendo reemplazado por Hernán Larraín Matte.

## Historial electoral

### Elecciones parlamentarias de 2001
- Elecciones parlamentarias de 2001, candidato a diputado por el distrito n° 14, Viña del Mar y Concón[5]

| Candidato                  | Pacto                          | Partido | Votos  | %     | Resultado |
| -------------------------- | ------------------------------ | ------- | ------ | ----- | --------- |
| Gonzalo Ibáñez Santa María | Alianza por Chile              | UDI     | 59 822 | 41,34 | Diputado  |
| Rodrigo González Torres    | Concertación por la Democracia | PPD     | 47 593 | 32,89 | Diputado  |
| Bernardo Donoso Riveros    | Concertación por la Democracia | PDC     | 19 397 | 13,41 |           |
| Raúl Celis Montt           | Alianza por Chile              | RN      | 9129   | 6,31  |           |
| Víctor Andaur Golmes       | Partido Comunista              | PCCh    | 8752   | 6,05  |           |

### Elecciones de convencionales constituyentes de 2021
- Elecciones de convencionales constituyentes de 2021, para convencional constituyente por el distrito 7 (Algarrobo, Cartagena, Casablanca, Concón, El Quisco, El Tabo, Isla de Pascua, Juan Fernández, San Antonio, Santo Domingo, Valparaíso, Viña del Mar)[7]

| Candidato                  | Pacto               | Partido | Votos  | %    | Resultados   |
| -------------------------- | ------------------- | ------- | ------ | ---- | ------------ |
| Jaime Bassa Mercado        | Apruebo Dignidad    | ILYQ    | 43 507 | 13.1 | Convencional |
| Jorge Arancibia Reyes      | Vamos por Chile     | ILXP    | 21 523 | 6.5  | Convencional |
| Camila Zárate Zárate       | La Lista del Pueblo | ILZN    | 18 939 | 5.7  | Convencional |
| Agustín Squella Narducci   | Lista del Apruebo   | ILYB    | 17 710 | 5.3  | Convencional |
| Tania Madriaga Flores      | La Lista del Pueblo | ILZN    | 15 017 | 4.5  | Convencional |
| Raúl Celis Montt           | Vamos por Chile     | RN      | 13 733 | 4.1  | Convencional |
| Tomás Lagomarsino Guzmán   | La Lista del Pueblo | ILZN    | 12 614 | 3.8  |              |
| Luis Cuello Peña y Lillo   | Apruebo Dignidad    | PCCh    | 12 199 | 3.7  |              |
| Juan Rodríguez Oyarzún     | Vamos por Chile     | ILXP    | 12 075 | 3.6  |              |
| Cristián Bellei Carvacho   | Apruebo Dignidad    | ILYQ    | 9802   | 3.0  |              |
| Constanza Valdés Contreras | Apruebo Dignidad    | COM     | 6634   | 2.0  |              |
| Hotuiti Teao Drago         | Vamos por Chile     | ILXP    | 4974   | 1.5  |              |
| Pedro Cayuqueo Millaqueo   | Lista del Apruebo   | ILYB    | 4761   | 1.4  |              |
| María José Oyarzún Solís   | Apruebo Dignidad    | RD      | 2584   | 0.8  | Convencional |